# Jacques Merveilleux de Mortafond
Jacques Merveilleux de Mortafond, né le 3 septembre 1748 à Ensigné et mort le 7 novembre 1829 à Néré (Charente-Inférieure), est un homme politique français.

## Biographie
Fils de Louis Merveilleux de Mortafond, fermier de la terre et seigneurie de Chérigné et de Brioux-sur-Boutonne, et de Marie Mesnard, la descendance en référence à une famille neuchâteloise (Les Merveilleux ou Wünderlich d'origine protestante), longtemps représentée dans les compagnies suisses au service de la France, n'est absolument pas attestée [la branche catholique remontant au moins à 1585 (Pierre Yves Merveilleux (ca 1575- ) il faudrait trouver un Wunderlich sous le règne de Henri II ayant abjuré sa foi protestante et fait souche en Angoumois). Les échanges épistolaires entre la branche Merveilleux du Vignaux (subsistante) et celle des Merveilleux de Neuchatel n'ont pas mis en évidence ce lien. Un de ses oncles, Pierre Merveilleux, avait été, à Angers, de 1761 à 1767, conseiller du roi, docteur, professeur, doyen de la faculté de droit, et recteur de l'Université d'Angers.
Avocat au siège présidial de Saint-Jean-d'Angely avant la Révolution, Jacques Merveilleux de Mortafond est élu, le 23 juin 1790, administrateur du département de la Charente-Inférieure, et, le 30 août 1791, député du même département à l'Assemblée législative. Il siège parmi les partisans de la monarchie constitutionnelle, sans prendre la parole : le 29 janvier 1792, il adresse au journal de l'Assemblée une lettre empreinte des illusions que les royalistes constitutionnels nourrissaient encore :
« Monsieur, les hommes et les divisions qui depuis l'organisation des nouveaux pouvoirs avaient affligé la ville de Saint-Jean-d'Angely, département de la Charente-Inférieure, viennent enfin de faire place aux sentiments de la plus douce fraternité : les papiers publics, qui ont annoncé dans le temps les dissensions dont cette ville a été le théâtre, s'empresseront sans doute de publier les heureuses dispositions où les esprits se trouvent aujourd'hui.
Le rapprochement de tous les partis s'est fait le 23 de ce mois ; il a été accompagné de circonstances qui prouvent combien il était désiré, et qui semblent en garantir la durée. Ce jour-là, les officiers du directoire et des autres corps administratifs de la ville et du canton, cimentèrent leur réunion par un banquet où la gaieté et la décence présidèrent. L'amour de la patrie, qui dirigeait cette fête, ménagea aux convives une situation délicieuse, en même temps qu'elle était pour eux une leçon énergique sur le passé.
Au second service, une députation de canonniers vint annoncer que leur compagnie se proposait de faire hommage aux convives de deux canons qu'elle avait montés et garnis à ses frais. Elle fut accueillie avec transport, et, sur l'invitation civique qui lui en fut faite, elle prononça le serment de vivre libre ou de mourir, d'un ton qui annonçait autant de franchise que de loyauté.
Les officiers de cette compagnie furent invités au banquet, et ils étaient à peine placés qu'un détachement, précédé de tambours, et ayant au centre quatre sapeurs qui portaient une branche de chêne ornée de rubans tricolores, entra en marche, fit le tour de la salle et s'arrêta ; alors un petit canonnier, âgé d'environ 12 ans, s'avança vers le président du district, et lui présenta le bouquet comme une récompense du triomphe que les convives avaient remporté sur eux-mêmes.
Dès ce moment, ce qui n'était d'abord qu'un banquet particulier devint une véritable fête civique, où, au milieu des salves de l'artillerie, la nation , la Constitution, l'Assemblée nationale et le roi furent successivement l'objet des vœux les plus ardents et des hommages de la liberté.
Témoin, monsieur, des troubles qui ont eu lieu dans cette partie de mon département, la nouvelle de ce retour à la concorde et à la paix m'a causé la joie la plus vive, je n'ai pu me refuser au plaisir de rendre ces détails publics, et j'aime à croire qu'ils ne seront pas indifférents aux bons citoyens.
MERVEILLEUX,
Député du département de la Charente-Inférieure ».
Après la session, il revient dans son département. Le 8 juin 1800, le gouvernement consulaire le nomme conseiller général de la Charente-Inférieure, et, quelques jours après, maire de Néré.
Désigné, le 17 mai 1803, pour présider l'assemblée électorale du canton d'Aulnay, - à ce titre, il assiste le 2 décembre 1804 au sacre de Napoléon Ier en la cathédrale Notre-Dame de Paris -, il devient, le 3 août 1808, juge de paix de ce canton, fonctions qu'il exerce jusqu'à sa mort.
Renommé conseiller général le 22 décembre 1809, il est placé, en 1811, à la tête du conseil d'arrondissement, qu'il préside pendant quinze ans.

## Distinction
- Chevalier de la Légion d'honneur (30 avril 1821)[1]

## Sources
- « Jacques Merveilleux de Mortafond », dans Adolphe Robert et Gaston Cougny, Dictionnaire des parlementaires français, Edgar Bourloton, 1889-1891 [détail de l’édition]